# Jean Dufay
Jean Claude Barthélemy Dufay (18 juli 1896 - 6 november 1967) was een Frans astronoom.
Hij deed onderzoek naar nevels en het interstellair medium. In 1925 berekende hij de hoogte van de ozonlaag in samenwerking met Jean Cabannes. Hij werd tot ere-voorzitter van het observatorium van Lyon benoemd.
Hij werd lid van de Franse Académie des Sciences in 1963.
De krater Dufay op de maan is naar hem genoemd.

## Zijn publicaties
- Dufay, Jean. Galactic Nebulae and Interstellar Matter, (1957).
- Dufay, Jean. Introduction à l'Astrophysique des étoiles, (1961).

- Bibsys: 90983778
- Bibliothèque nationale de France: cb10820327t (data)
- CiNii: DA0485836X
- Gemeinsame Normdatei: 1070717681
- International Standard Name Identifier: 0000 0001 1027 8397
- Library of Congress Control Number: n83828347
- Mathematics Genealogy Project: 287357
- Nationale Bibliotheek van Israël: 987007277223505171
- Nederlandse Thesaurus van Auteursnamen: 111883431
- Réseau des bibliothèques de Suisse occidentale: 02-A003195541
- Système universitaire de documentation: 079006825
- Virtual International Authority File: 61536872
- WorldCat: E39PBJjRVyPKpTfpX9F3gxkJjC